# Fedotytsj
De Fedotytsj (Russisch: Федотыч) is een kleine schildvulkaan aan de oostelijke rand van het Centraal Gebergte in het centrale deel van het Russische schiereiland Kamtsjatka. De vulkaan ligt op 20 kilometer van de centrale rug van het gebergte ten noordoosten van de vulkaan Kebenej, is basalt- tot basalt-andesietisch en dateert uit het late Kwartair. Ten noordwesten van de vulkaan bevinden zich kleine lavastromen, die worden gevoed door een rotsscheur in de bodem.